# Me casé con un boludo
Me casé con un boludo és una pel·lícula còmica argentina estrenada el 17 de març de 2016 i dirigida per Juan Taratuto, i Adrián Suar, que repeteixen després de l'èxit d'Un novio para mi mujer, del mateix director.

## Argument
La història tracta de Florencia, una actriu en ascens que ara comença la seva carrera en cinema, i que s'acaba enamorant del seu co-protagonista, un famós actor de cinema. Quan decideixen casar-se, ella s'adonarà que en realitat es va enamorar del personatge i que el seu espòs és en realitat un autèntic boludo.

## Repartiment
- Valeria Bertuccelli: Florencia Córmik.
- Adrián Suar: Fabián.
- Norman Briski
- Gerardo Romano

## Rebuda
La pel·lícula va obtenir un 86% d'aprovació en el lloc Todas Las Críticas, basats en 28 crítiques professionals que dona una ràtio de 68/100, la qual cosa indica un consens positiu en general. Pablo O. Scholz del diari Clarín va comentar "Comèdia romàntica amb més amor que riallades, Suar i Bertuccelli estan en la seva salsa." De forma més modesta Diego Batlle del diari La Nación conclou "El resultat és dispar, no sempre convincent, però amb un professionalisme tècnic, narratiu i dels actors, i certs moments d'humor absurd i fins d'assolida sensibilitat i emoció que finalment acaben rescatant-la de les seves successives recaigudes." Finalment Juan Pablo Cinelli de Página 12 qüestiona un aspecte del film dient "La pel·lícula abandona el cinema per posar-se a dialogar amb la indústria del ciment, (...) i ho fa sense necessitat, com si desconfiés dels seus propis mèrits. Perquè més enllà d'aquests dos moments i del seu títol, (...) representa una aportació vàlida a l'ampli ventall del cinema argentí."